# 大澤佳步
大澤佳步（日语：／ Osawa Kaho，2001年9月28日—），日本女子羽毛球運動員，出生於埼玉縣朝霞市，毕业于埼玉榮高校。2020年4月加入日本Unisys株式會社，同時為該社羽球部員；2022年4月1日，日本Unisys株式會社改名為BIPROGY株式會社。2025年，轉隊至山陰合同銀行。

## 選手生涯
2019年9月，大澤佳步代表日本队出战於俄羅斯喀山举行的世界青年羽毛球錦標賽。在率先舉行的混合團體賽事中，日本在準決賽以2比3不敵中國，獲得季軍；單項賽方面，她和鈴木陽向在半決賽中不敵中國組合林芳靈／周芯如，獲得本屆賽事第二面銅牌。
2020年4月1日，日本Unisys株式會社宣布大澤佳步加入旗下羽球部，此後在2022－2023年間曾與多位同部選手搭檔參加國際賽。
2022年9月，與香山未帆在印度馬哈拉施特拉邦國際挑戰賽不敵同屬BIPROGY的隊友星千智／高橋美優；10月，改與杉山薫搭檔，於馬爾代夫國際挑戰賽晉級決賽，再次不敵星／高橋組合。
2023年3月，大澤與杉山在大阪國際挑戰賽準決賽不敵韓國的李幽琳／申昇瓚。11月，改與日本優乃克羽球部選手杉山明日香搭配，在越南國際系列賽奪得國際賽生涯首冠。
2024年，改與山陰合同銀行羽球部選手田部真唯搭檔，在哈薩克國際挑戰賽、聖但尼公開賽奪冠。

## 主要比賽成績
只列出曾進入準決賽的國際賽事成績：
| 年份   | 賽事                           | 公開賽級別 | 項目     | 拍檔       | 成績   |
| ------ | ------------------------------ | ---------- | -------- | ---------- | ------ |
| 2019年 | 世界青年羽毛球錦標賽           | 其他       | 混合團體 | －         | 季軍   |
| 2019年 | 世界青年羽毛球錦標賽           | 其他       | 女子雙打 | 鈴木陽向   | 季軍   |
| 2022年 | 馬哈拉施特拉邦羽毛球國際挑戰賽 | 國際挑戰賽 | 女子雙打 | 香山未帆   | 亞軍   |
| 2022年 | 馬爾代夫羽毛球國際挑戰賽       | 國際挑戰賽 | 女子雙打 | 杉山薫     | 亞軍   |
| 2023年 | 大阪羽毛球國際挑戰賽           | 國際挑戰賽 | 女子雙打 | 杉山薫     | 準決賽 |
| 2023年 | 越南羽毛球國際系列賽           | 國際系列賽 | 女子雙打 | 杉山明日香 | 冠軍   |
| 2024年 | 哈薩克羽毛球國際挑戰賽         | 國際挑戰賽 | 女子雙打 | 田部真唯   | 冠軍   |
| 2024年 | 聖但尼羽毛球公開賽             | 國際挑戰賽 | 女子雙打 | 田部真唯   | 冠軍   |
| 2024年 | 毛里裘斯羽毛球國際賽賽         | 國際系列賽 | 女子雙打 | 田部真唯   | 冠軍   |
| 2025年 | 越南羽毛球國際挑戰賽           | 國際挑戰賽 | 女子雙打 | 田部真唯   | 準決賽 |
| 2025年 | 墨西哥羽毛球國際挑戰賽         | 國際挑戰賽 | 女子雙打 | 田部真唯   | 冠軍   |
| 2025年 | 加拿大羽毛球公開賽             | 超級300賽  | 女子雙打 | 田部真唯   | 亞軍   |
| 2025年 | 澳門羽毛球公開賽               | 超級300賽  | 女子雙打 | 田部真唯   | 亞軍   |

| 2018-2026年 | 總決賽 | 超級1000賽 | 超級750賽 | 超級500賽 | 超級300賽 | 超級100賽 | 國際挑戰賽 | 國際系列賽 | 未來系列賽 | 其他 |

## 外部連結
- 大澤佳步在BWFBadminton.com（英语）
- 大澤佳步在BWF.TournamentSoftware.com（英语）
- 大澤佳步在Flashscore（英语）